# Ramona Strugariu

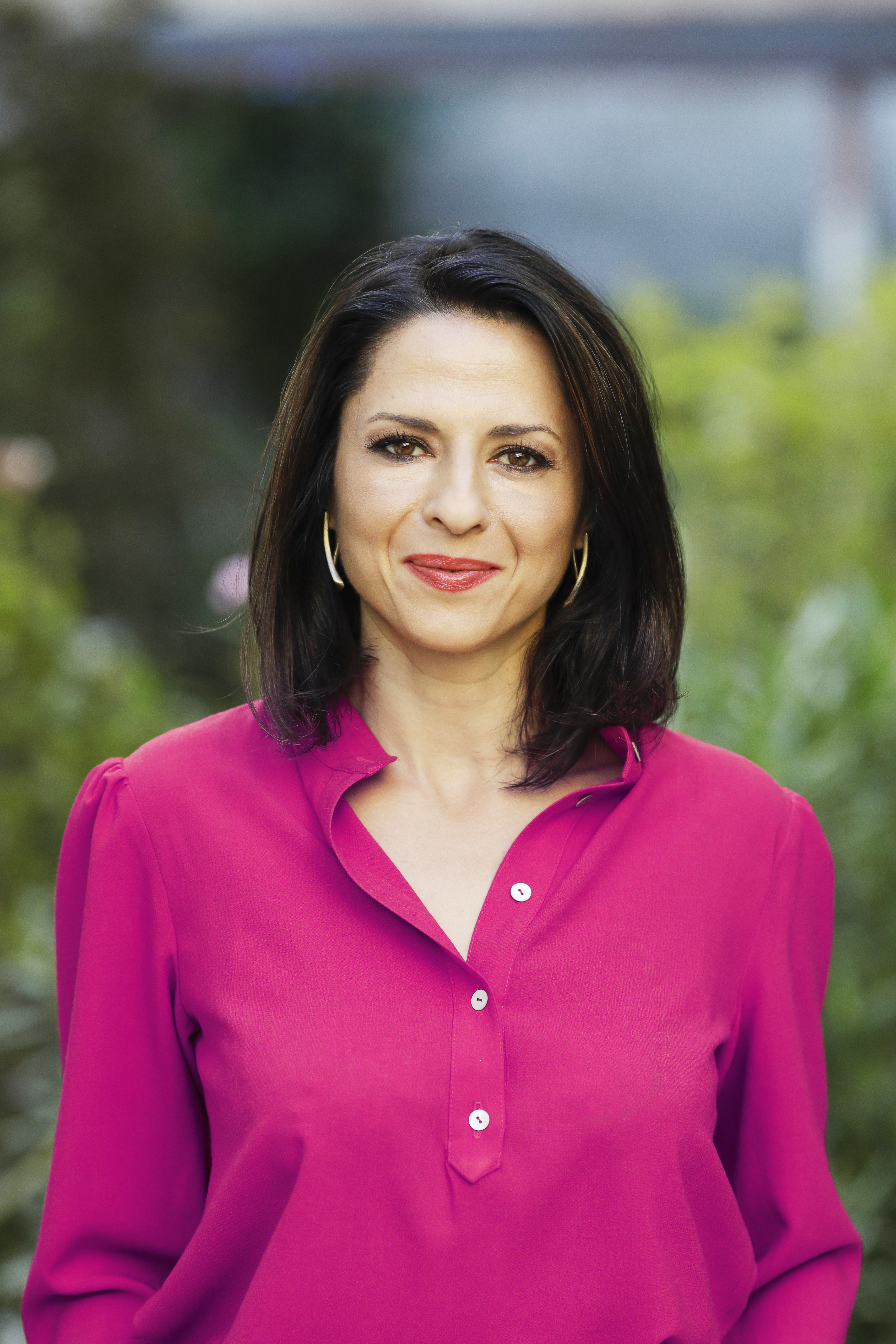
Ramona Strugariu, 2024

Ramona Strugariu (* 6. August 1979 in Bârlad, RSR) ist eine rumänische Politikerin (seit Mai 2022 REPER, zuvor USR PLUS). Seit 2019 ist sie Mitglied des Europäischen Parlaments in der Renew-Europe-Fraktion.

## Ausbildung und berufliche Laufbahn
Ramona Strugariu studierte an der Juristischen Fakultät der Universität Iași. Von 2008 bis 2012 war sie Projektmanagerin im rumänischen Justizministerium. Von 2015 bis 2019 war sie akkreditierte Assistentin und Büroleiterin von Monica Macovei (EVP-Fraktion) im Europäischen Parlament.
Bei der Europawahl 2019 kandidierte sie für die vom ehemaligen rumänischen Ministerpräsidenten Dacian Cioloș gegründete Partidul Libertății, Unității și Solidarității und erlangte ein Mandat. Nach ihrer Angelobung trat sie der Fraktion Renew Europe bei. Sie gehört dem Ausschuss für bürgerliche Freiheiten, Justiz und Inneres an. Im Mai trat sie gemeinsam mit Cioloș und drei weiteren Abgeordneten von USR PLUS zu der neu gegründeten Partei Reînnoim Proiectul European al României über.